# Stanwellia inornata
Stanwellia inornata is een spinnensoort in de taxonomische indeling van de bruine klapdeurspinnen (Nemesiidae).
Stanwellia inornata werd in 1972 beschreven door Main.